# نورمن بیکر
نورمن جان بیکر (Norman John Baker) (زادهٔ ۲۶ ژوئیه ۱۹۵۷)، یک سیاست‌مدار لیبرال دموکراتِ اهل بریتانیا است که پس از پیروزی در انتخابات سراسری ۱۹۹۷ میلادی تا شکست وی در ۲۰۱۵ میلادی از حوزه انتخابیه لوئیس، ساسکس شرقی در پارلمان بریتانیا نمایندگی می‌کرد.
در می ۲۰۱۰ او به عنوان معاون پارلمانی وزیر امور خارجه در وزارت حمل و نقل گماشته شد. در ۷ اکتبر ۲۰۱۳، بیکر در حکومت ائتلافی ۲۰۱۵–۲۰۱۰ میلادی به وزیر کشور بریتانیا، ترفیع داده شد. وی در ۳ نوامبر ۲۰۱۴، از سمت خود در وزارت کشور استعفا داد.

## اوایل زندگی
بیکر در ابردین زاده شد، اما خانواده وی در ۱۹۶۸ میلادی به هورنچورچ در لندن شرقی نقل مکان نمودند. او در مدرسه رویال لیبرتی در گیدیا پارک در مجاورت رامفورد آموزش دیده و مدرک لیسانس بی ای (BA) خود را در رشته زبان آلمانی و تاریخ در ۱۹۷۸ میلادی از کالج لویال هالووی، دانشگاه لندن کسب کرد.
بیکر زمانی که در ایزلینگتون زندگی می‌کرد، در ۱۹۸۱ میلادی به حزب لیبرال دموکرات پیوست، او در زیست‌نامه‌اش، خود را یک عضو «خواب آلود» این حزب، به‌جز از یک جلسه محله‌پویی در شش سال، توصیف کرد. در ۱۹۸۵ میلادی، قبل از این‌که برای به‌دست آوردن نخستین کرسی خود به عنوان عضو شورای منطقه اوس والی در شورای شهرداری لوئیس در ۱۹۸۷ تلاش نماید، به حزب اکولوجی پیوست. دو سال بعد در ۱۹۸۹ میلادی، او به عنوان عضو شورای محلی ساسکس شرقی انتخاب گردید. در ۱۹۹۱ میلادی او رئیس شورای شهرداری لوئیس شده و تا زمان انتخاب شدنش به عنوان عضو پارلمان در ۱۹۹۷ میلادی، در این سمت باقی ماند.
خارج از سیاست، بیکر به عنوان رئیس منقطه‌ای بخش اسناد قیمت‌های ما در شرکت ویرجین مگاستورز، برای پنج سال از ۱۹۷۸ میلادی کار کرد. وی از ۱۹۸۳ تا ۱۹۸۵ میلادی در مالینگ استریت سرویس استیشن، لوئیس کار کرد. وی از ۱۹۸۵ تا ۱۹۹۷ میلادی زبان انگلیسی را به عنوان زبان خارجی تدریس می‌نمود و در ۱۸۸۹–۹۰ میلادی به عنوان پژوهش‌گر محیط لیبرال دموکرات وارد مجلس عوام بریتانیا شد.

## حرفه پارلمانی
بیکر در انتخابات سراسری ۱۹۹۲ از حوزه انتخابیه لوئیس نام‌زد انتخابات شد، اما عضو بر حال پارلمان از حزب محافظه کار، تیم راتبون برنده این کرسی شد. او بار دیگر در انتخابات ۱۹۹۷ شرکت کرد و این بار با به‌دست آوردن ۱٬۳۰۰ رأی بیشتر نسبت به راتبون توانست این کرسی را به‌دست آورده و به نخستین عضو پارلمان غیر محافظه کار از حوزه انتخابیه لوئیس پس از ۱۸۷۴ میلادی شود.
بیکر خود را مفتخر می‌دانست که «رسوایی‌ها و تضادهای منافع در میان نمایندگان پارلمان و حکومت را برملا کرده‌است». پرسش‌های مداوم وی از پیتر ماندلسون ممکن است، باعث استعفای دوم ماندلسون از حکومت شده باشد. او هم‌چین مسائلی را در مورد لرد برت و نقش وی به عنوان مشاور تونی بلیر، مطرح کرد. پس از جمع‌آوری ارقام در ۲۰۰۲ میلادی که نشان می‌داد، کاروان ماشینهای وزیران حکومت به بزرگ‌ترین اندازه خود رسیده‌است، وی در ژانویه ۲۰۰۵ پیکاری را آغاز نموده و بر افشا سازی جزئیات هزینه‌های اعضای پارلمان تحت قانون آزادی دسترسی به اطلاعات پافشاری نمود که در نهایت در فوریه ۲۰۰۷ موفق گردید. موفقیت وی در افشاسازی هزینه‌ها، روزنامه دَ دیلی تلگراف را قادر ساخت جزئیات هزینه‌های خود او را به نشر برساند که شامل ۳٬۰۰۰ پوند برای «اجاره دفتر» بود. در اکتبر ۲۰۰۱ وی یک پروندهٔ آزمایشی را در دیوان عالی دادگستری برنده شد، این زمانی بود که هیئت استیناف امنیت ملی حکم داد که طبق قانون محافظت از داده‌ها، سرویس اطلاعاتی MI5 باید به بیکر اجازه دسترسی به آن اطلاعاتی را بدهد که سرویس اطلاعاتی در مورد وی نگه می‌دارد، این امر در ۹۵ سال تاریخ MI5 بی‌سابقه بود. در ۲۰۰۱ میلادی و به جایزه «بازپرس سال» را از جوایز سالانه پارلمانی هفته‌نامه دَ انسپیکتر به‌دست آورده و در فوریه ۲۰۰۲ او برنده جایزه عضو پارلمان اپوزیسون از شبکه چینل ۴ را به‌دست‌آورد.
بیکر به عنوان یک عضو چپ‌گرای حزب لیبرال دموکرات پنداشته شده و تا زمانی که کرسی خود را از دست داد، در گروه پارلمانی بوریج لیبرال دموکرات‌ها می‌نشست. او که یک جمهوری‌خواه ثابت قدم است، برای حمایت پر سر و صدای خود از گروه‌های حقوق حیوانات بسیار معروف بوده و همچنین یکی از طرف‌داران قوی محافظت بیش از حیوانات از طریق قانون‌گذاری است. در ۱۹۹۷ میلادی، ستون نویس روزنامه دَ تایمز، متیو پاریس وی را به عنوان یک «ملولِ کلاسیک مجلس عوام» توصیف نموده و در ۲۰۰۲ میلادی عضو پارلمان استیفین پاوند در مجلس عوام، سخنرانی وی در مورد «جراحی کانال ریشه بدون داروی بیهوشی» را تحسین کرد، اما پاریس در ۲۰۰۱ میلادی افزود که «شما با ریسک به مخاطره انداختن خود، او را دست کم می‌گیرید. او در صحیح ثابت شدن، عادت دارد». او در ۲۰۰۶ و ۲۰۰۷ میلادی دو سؤال پارلمانی از وزارت دفاع در مورد موضوعی که وزارت آن را «پدیده ارضی غیرقابل توضیح» می‌نامد پرسید، شامل: «از وزیر دفاع پرسیده شود که آیا پروژه اشیای ناشناس پرنده در وزارت وی هنوز پابرجا است؛ و این‌که آیا او می‌توانید توضیحی بدهد».
پس از رویدادی در پیکار برای اقدامات جوی در ۲۰۰۸ میلادی در نیروگاه کینگس‌سورث، بیکر درخواست تحقیق در مورد تاکتیک‌های پلیس را نموده و بیان داشت که او شاهد اعمال پرخاش‌گرانه غیر ضروری پلیس و خشونت نابرابر در مقابل معترضین صلح‌جو در جریان این رویداد بوده‌است.

### رهبر گروه پارلمانی حزب
در دوره ۲۰۰۱–۲۰۰۵ پارلمان بریتانیا، بیکر عضو کمیته مشترک حقوق بشر بود و در ۲۰۰۲ میلادی به عنوان سخن‌گوی محیط‌زیست از حزب لیبرال دموکرات انتخاب گردید، سمتی که تا استعفای خود در ۲۰۰۶ میلادی، پس از انتخاب سر مینگیس کمبل به عنوان رهبر این حزب، در آن باقی ماند.
در می ۲۰۰۵، وی به عنوان سخن‌گوی محیط‌زیست به دو وزیران اسبق محیط‌زیست، عضو کارگر مجلس به‌نام مایکل میچر و جان گومر از حزب محافظه کار ملحق شد تا ریاست طرح تک جمله‌ای شماره ۱۷۸ میان-حزبی را در حمایت از قانون گرمایش جهانی که توسط سازمان دوستان زمین (Friends of the Earth) ترتیب داده شده بود، را بر عهده گیرد. این طرح درخواست نمود که قانونی «در این پارلمان پیشنهاد گردد تا کاهش سالانهٔ ۳ درصد گازات کربنیک از طریق چارچوبی نظارت گردد که شامل گزارش‌دهی منظم و فرایندهای جدید موشکافی و اصلاحی باشد»، این طرح توانست ۴۱۲ امضاء به‌دست‌آورد. بیکر همچنین با قدرت هسته‌ای مخالفت نموده و آن را «به‌طور مأیوس کننده‌ای غیر اقتصادی» خواند، او هشدار داد که نیروگاه‌های جدید هسته‌ای «مقدار هنگفتی زایدات هسته‌ای تولید نموده و وجوه اساسی را که باید به کارایی انرژی و منابع انرژی تجدیدپذیر اختصاص داده شود، منحرف می‌سازد».
زمانی که او در ژوئیه ۲۰۰۷ به عنوان سخن‌گوی لیبرال دموکرات در اداره کابینه و دوک‌نشین لنکستر گماشته شد، دوباره به کرسی‌های جلو بازگشت. در دسامبر ۲۰۰۷، پس از انتخاب نیک کلگ به عنوان رهبر حزب، بیکر (که در انتخابات رهبری از کلیگ حمایت کرده بود) دوباره به عنوان سخن‌گوی ترابری به کرسی جلو آمد.

### دیوید کلی
بیکر در ۱۹ می ۲۰۰۶ اعلام نمود که تصمیم گرفته‌است تا برای پویش واقعیت در عقب مرگ دیوید کلی در ۲۰۰۳ میلادی، متخصص سلاح‌های بیولوژیک که در استخدام وزارت دفاع بود و پیش از آن به عنوان بازپرس تسلیحات سازمان ملل متحد در عراق کار می‌کرد، از ریاست گروه‌های پارلمانی لیبرال دموکرات کنار می‌رود.